# Baza Aeriană Tuzla
Baza Aeriană Tuzla (IATA: TZL, ICAO: LQTZ) este un aeroport din Bosnia și Herțegovina. A fost deschis în 1995.
Situat la o altitudine de 239 m, aeroportul dispune de o singură pistă. Este operat de Armata Statelor Unite.